# Pierre Chalita
Pierre Gabriel Najm Chalita (Maceió, 30 de janeiro de 1930 - 30 de julho de 2010) foi pintor, escultor, desenhista, professor e colecionador de arte brasileiro.

## Biografia
Filho de família de imigrantes libaneses, é arquiteto formado pela Faculdade de Arquitetura do Rio de Janeiro.
Estudou, também, na Academia de Belas Artes San Fernando (Madrid – 1957) e na Escola de Belas Artes de Paris (1958).
Coube-lhe, em face de indicação expedida pela UNESCO, ser o decorador-chefe do filme Les mimes orienteaux et occidenteaux, de Jean Doat e Paul Bordry (Paris – 1960).
Sua obra é marcada pelo trágico da condição humana, pela exaltação do sentimento e pelo calor da carne. A sedução do movimento e a profusão de cores está sempre presente em seu mundo e no ventre das suas alegorias pctóricas.
Chalita ilustrou diversas obras literárias, entre elas Um Gosto de Mulher (poesia) e Vida, Paixão e Morte do Irmão das Almas” (novela), de Carlos Méro.
Falecido em 30 de Julho do ano de 2010.

## História
Pierre Chalita nasceu em Maceió, Alagoas, em 1930. Pintor, desenhista e professor.
Em 1950 matriculou-se na Faculdade de Arquitetura do Recife e estudou pintura sob a orientação do professor Murillo Lagreca, no Recife.
Em 1955 diplomou-se em arquitetura pela Faculdade Nacional de Arquitetura do Rio de Janeiro.
Em 1956 foi a Madrid como bolsista do Instituto de Cultura Hispânica.
Em 1957 estudou pintura na Academia Real de San Fernando em Madrid, sob a orientação do pintor Valcerde.
Em 1958 estudou pintura na Escola de Belas Artes em Paris, sob a orientação de Chapelain-Midy.
Em 1959 foi contratado como decorador-chefe para o filme de longa metragem: " Um Jour Comme les Autres" de Paul Mordy, Paris.
Em 1960 foi contratado pela Unesco como decorador-chefe do filme "Les Mimes Orienteaux et Occidenteaux" de Jean Doat e Paul Bordry, Paris.
Em 1961 proferiu palestra na Rádio Televisão Francesa sobre arte em geral e arquitetura no Brasil.
Em 1962 regressou ao Brasil e ingressou por concurso no corpo docente da Escola de Arte da Universidade Federal de Pernambuco onde atualmente é professor da Cadeira de Técnica de Composição Artística.
Em 1965 foi designado chefe do Departamento de Expressão Gráfica da Universidade Federal de Pernambuco.
Em 1968 restaurou o Palácio do Barão de Jaraguá, em Alagoas, arquitetura do século XIX.
Em 1970 participou da Exposição do Acervo de Arte Sacra Brasileira, 1º Festival de Verão de Marechal Deodoro, em Alagoas. 1970 designado Professor da Cadeira de Composição do Curso de Licenciatura de Desenho da Universidade Federal de Pernambuco.
Em 1973 Professor do Atelier 3 de Pintura da Escola de Arte da Universidade Federal de Pernambuco. Arquiteto Restaurador da Assembléia Legislativa de Alagoas, arquitetura século XIX. Arquiteto e coordenador da Pinacoteca "Jayme de Altavilla" do Instituto Histórico e Geográfico de Alagoas. Responsável pelo projeto de restauração das cidades históricas: Porto Calvo, Marechal Deodoro e Penedo-Alagoas.

## Exposições
1960 - Galeria Nord, Paris.

1961 - Beirute, Líbano.

1963 - Teatro Santa Isabel, Recife.

1964 - Galeria do Rosário dos pretos, Recife.

1964 - Galeria da Ribeira, Recife.

1964 - Teatro Deodoro, Maceió.

1965 - Escola Belas Artes, Recife.

1965 - Galeria Quirino, Salvador.

1967 - Teatro Popular do Nordeste, Recife.

1968 - Mirante da Artes, São Paulo.

1968 - Galeria Contemporânea, Recife.

1969 - Galeria Oca, Guanabara.

1970 - Fundação Alvares Penteado, São Paulo.

1970 - Galeria Portal, São Paulo.

1971 - Museu de Arte Contemporânea de Olinda, Pernambuco.

1971 - Galeria Ipanema, Guanabara.

1972 - "Sucata" Decorações.

1972 - Galeria "Recanto do Ouro Preto", Fortaleza.

1973 - Galeria da Universidade Federal da Paraíba.

1973 - Galeria José Augusto, Natal.

1976 - Galeria Seta, São Paulo.

1977 - Museu de Arte Contemporânea do Paraná.